# Contea di Cattaraugus
La contea di Cattaraugus (in inglese Cattaraugus County) è una contea situata nell'area sud-occidentale dello Stato di New York negli Stati Uniti. Il capoluogo è Little Valley.

## Geografia fisica
La contea si trova nel sud-ovest dello Stato, al confine con la Pennsylvania. Il territorio è prevalentemente montuoso e raggiunge i 725 metri di elevazione al confine con la contea di Allegany. Nell'area settentrionale scorre verso occidente il Cattaraugus Creek, che segna tutto il confine settentrionale con la contea di Erie.
Nell'area meridionale scorre il fiume Allegheny, che alimenta a sud-ovest il lago artificiale dell'Allegheny Reservoir. L'Allegheny riceve da nord l'Olean Creek e l'Ischua Creek. La maggiore città della contea è Olean che è posta a sud-est.

### Contee confinanti
- Contea di Erie - nord
- Contea di Wyoming - nord-est
- Contea di Allegany - est
- Contea di McKean (Pennsylvania) - sud-est
- Contea di Warren (Pennsylvania) - sud-ovest
- Contea di Chautauqua - ovest

## Riserve indiane
Entrambe le sponde del fiume Allegheny per un lungo tratto rientrano nella riserva indiana Allegany dei nativi Seneca. Al confine con la contea di Allegany è situata la riserva di Oil Spring sulla sponda meridionale del Cuba Lake. Infine a nord-ovest, sulla sponda meridionale del Cattaraugus Creek, è situato il territorio della riserva Cattaraugus che rientra nella contea.

## Storia
I primi abitanti del territorio furono i nativi irochesi. Quando furono istituite le Province di New York nel 1683 l'area dell'attuale contea faceva parte della contea di Albany. La contea fu istituita nel 1808 separandone il territorio da quello della contea di Genesee. Il nome deriva da una parola indigena che significa "riva con un cattivo odore".

## Comuni
| - Allegany - town - Ashford - town - Carrollton - town - Cattaraugus - village - Coldspring - town - Conewango - town - Dayton - town - Delevan - village - East Otto - town - Ellicottville - town - Farmersville - town - Franklinville - town | - Freedom - town - Gowanda - village - Great Valley - town - Hinsdale - town - Humphrey - town - Ischua - town - Leon - town - Little Valley - town - Lyndon - town - Machias - town - Mansfield - town - Napoli - town | - New Albion - town - Olean - town - Otto - town - Perrysburg - town - Persia - town - Portville - town - Randolph - town - Red House - town - Salamanca - town - South Dayton - village - South Valley - town - Yorkshire - town |